# Farmaci antimitotici
I farmaci antimitotici, noti anche come tossine antimitotiche, sono veleni che distruggono la divisione cellulare influenzando i fili proteici che collegano le regioni centromeriche dei cromosomi. Tali veleni bloccano in modo efficace la produzione di nuove cellule interrompendo la fase di mitosi della divisione cellulare. Purtroppo, tali farmaci, sono numerosi e vari, e dovrebbero essere efficaci al 100% per porre fine alla formazione dei tumori (neoplasie). Sebbene non efficaci al 100%, è stata rilevata una certa efficacia terapeutica in questi trattamenti chemioterapici.  Il fuso mitotico è composto da microtubuli (tubulina polimerizzata) che entrano, insieme a proteine regolatrici, nell'attività di segregare i cromosomi replicati. Alcuni composti che influenzano il fuso mitotico si sono dimostrati molto efficaci contro i tumori solidi e le neoplasie ematologiche.
Due famiglie specifiche di agenti antimitotici, alcaloidi della vinca e taxani, interrompono la divisione della cellula per la modificazione della dinamica dei microtubuli. Gli alcaloidi della vinca agiscono provocando l'inibizione della polimerizzazione della tubulina in microtubuli, conseguente all'arresto del G2/M  all'interno del ciclo cellulare ed eventualmente la morte cellulare. Al contrario, i taxani arrestano il ciclo cellulare mitotico, stabilizzando i microtubuli inibendo la depolimerizzazione.
Anche se numerose esistono altre proteine, che potrebbe essere il bersaglio di nuovi chemioterapici, gli agenti sulla tubulina sono gli unici tipi nell'uso clinico. Gli agenti che influenzano la chinesina motore stanno cominciando ad entrare in studi clinici. Il taxolo, agisce legandosi alla tubulina all'interno dei microtubuli esistenti, stabilizzando il polimero.

## Alcuni antimitotici
- Mebendazolo
- Colchicina
- Griseofulvina
- Taxolo
- Alcaloidi della Vinca: Vincristina e vinblastina